# Война в Западна Сахара
Войната в Западна Сахара е въоръжен конфликт, отначало свързан с борбата на Фронт Полисарио за независимост на Западна Сахара от Испания, а по-късно опитите за анексия от страна на Мароко и Мавритания. Войната продължава от 1973 до 1991 година и завършва с подписване на примирие с условието за провеждане на референдум за независимост.

## Предистория
През 1884 година Испания започва да колонизира северозападното крайбрежие на Африка. През 1958 година се създава провинция Испанска Сахара. Местните племена водят борба против испанската власт, затова тази територия винаги се е считала за конфликтна. След Втората световна война и процесите на деколонизация Испания започва да изпитва затруднения. В периода между 1957 и 1958 година Мароко проявява териториални претенции към района на испанския град Сиди Ифни, което довежда до въоръжен конфликт между двете страни. Засилването на национализма сред местното население на Западна Сахара довежда до формирането през май 1973 година на „Народен фронт за освобождение на Сегиет ел Хамра и Рио де Оро“ (известен със своята испанска абревиатура Полисарио).

## Ранен етап на войната
Веднага след образуването на Народния фронт за освобождение на Сегиет ел Хамра и Рио де Оро (Фронт Полисарио) започва въоръжена борба срещу испанците. През 1975 година испанското правителство решава да се изтегли от своите колонии. Под натиск от страна на Мароко, през месец ноември 1975 година се провежда Мадридската спогодба, според която територията на Западна Сахара трябва да бъде поделена между Мавритания и Мароко. В отговор, на 27 февруари 1976 година, Фронт Полисарио провъзгласява създаването на независима Сахарска арабска демократична република (САДР).
Фронт Полисарио получава оръжие и финансови средства от Алжир, което им позволява воденето на ефективна партизанска война. Това води до излизане от войната на Мавритания, чиято страна е с малка армия и слабо развита икономика. Дори подкрепата на Франция, която изпраща ескадрила изтребители-бомбардировачи „Ягуар“ не успяват да спомогнат за обрат във военните действия.
През 1978 година група от уморени от войната мавритански офицери, с подкрепата на френското разузнаване, подписват примирие с Фронт Полисарио. През август 1979 година е подписан мирен договор, според който Мавритания се отказва от претенциите си за част от територията на Западна Сахара, признава САДР и изтегля войските си.

## Марокански период
След края на войната с Мавритания, териториите на Западна Сахара предвидени за Мавритания са окупирани от Мароко. Мароко се оказва много по-силен противник от Мавритания, като мароканските войници в Западна Сахара превишават 100 000, но Фронт Полисарио продължава да получава активна подкрепа от Алжир и така борбата става продължителна. За да спрат достъпа на Фронт Полисарио до алжирска територия през 1981 година мароканците започват изграждането на стена в области, в непосредствена близост до границата с Алжир, по-късно наречена Мароканска стена. Като цяло тази стена позволява на мароканската армия да установи контрол над големи части в Западна Сахара, въпреки това Фронт Полисарио продължават своята борба.
На 6 септември 1991 година двете страни, с посредничеството на ООН, решават да сключат примирие. По-късно в Западна Сахара е изпратена мироопазващата мисия MINURSO.